# 太陽極大期

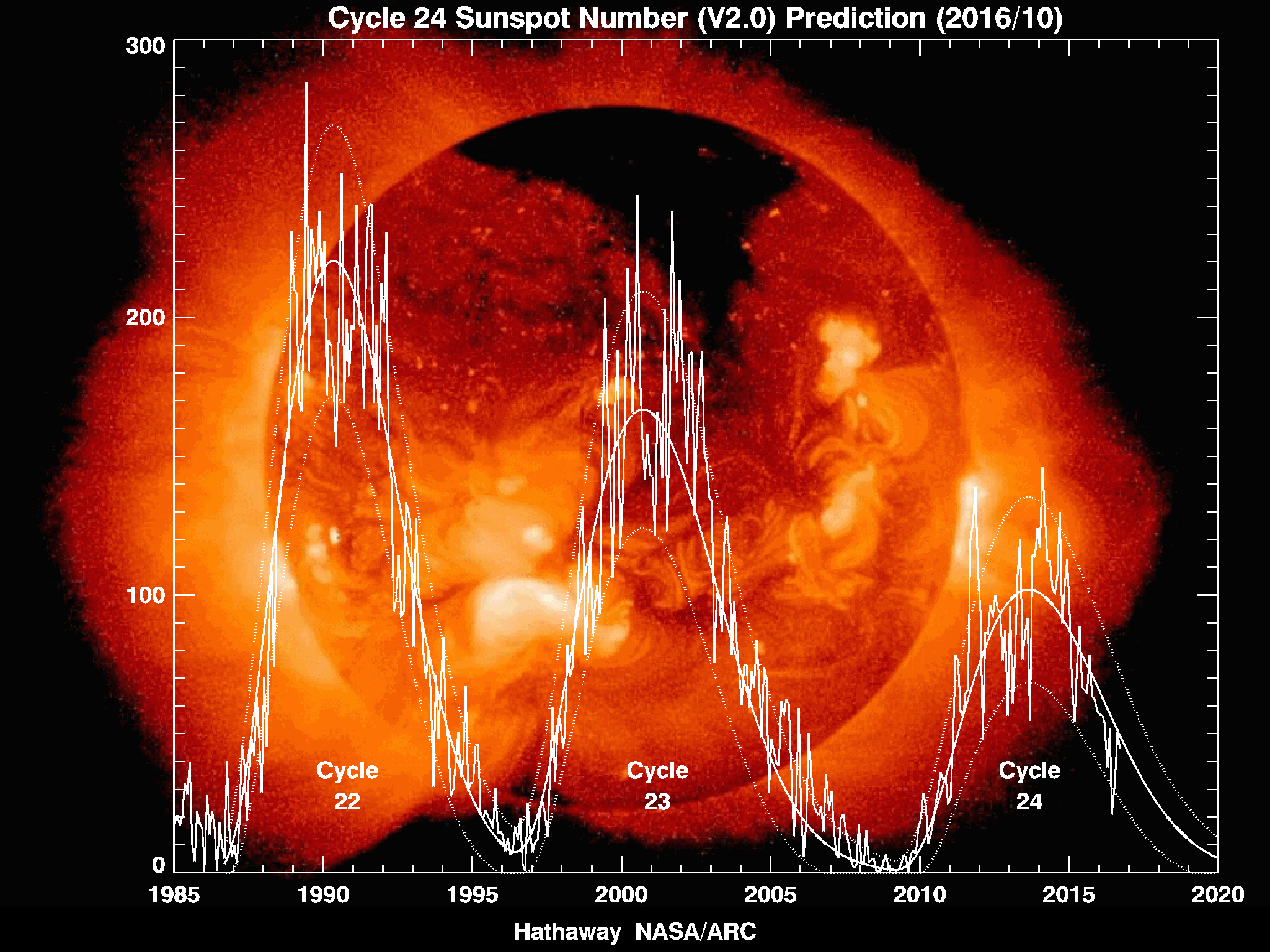
之前預測太陽黑子第24週期的極大期在2013年6月，給出的平滑黑子數最高約66。但在2012年2月，這個數值已經達到67，這是因為在2011年底出現了一個高峰，所以官方给出的數值會如此之高。平滑太陽黑子數要參考前後各六個月的數值，而我們進入24週期已經4年了。从目前的预测和觀測来看，第24週期是自第14週期以來最小的，該週期於1906年2月的最大值為64.2。[http://solarscience.msfc.nasa.gov/predict.shtml NASA

太陽極大期是在正常約11年的太陽週期中活動最活耀的時期。當太陽極大期時，會出現大量的太陽黑子，並且太陽的輻射會增加大約0.07% 。增強的太陽能量輸出可能會影響一些地区的氣候，最近的一些研究顯示一些與區域氣候模式的相關性。
因為太陽在赤道上的轉速比在兩極快，在太陽極大期，太陽的磁場線被扭曲的最為強烈。太陽週期從一個最大期到下一個最大期的平均長度是11年，但觀測到的週期變化從9年到14年不等。

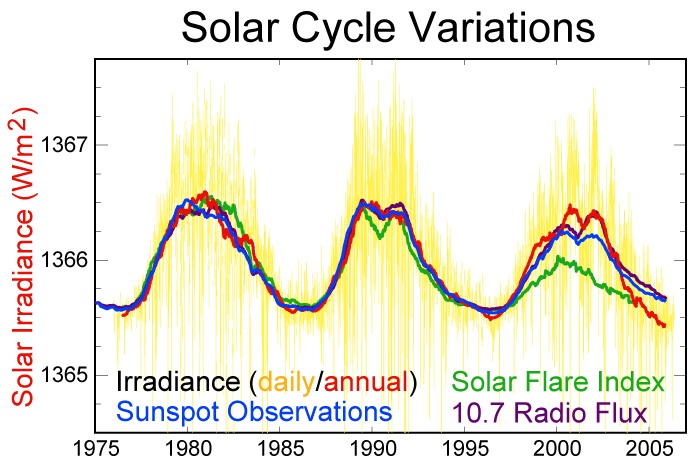
最近的3個太陽週期

巨大的太陽閃焰常常發生在太陽極大期。例如，1859年太陽風暴撞擊到地球時，引發的極光，在北緯42°的罗马都可以看到。

## 預測
預測未來的太陽黑子極大期的時間和強度是很困難的。上一次的極大期在2000年，NASA在2006年的預測是2010年或2011年，並且是自1958年以來最強的一次。然而，近期更多的預測都說極大期應該在2013年秋季，並且是自1906年以來最弱的一次。迄2014年3月，未經處理的太陽黑子數仍在上升。

## 影片
IMAX曾經發行一部描述太陽極大期的影片，片名稱為Solarmax，台灣翻譯為太陽。
NASA CME documentary（页面存档备份，存于）是NASA的紀錄片：2012年7月14日的X級日冕物質拋射。

## 太陽極大期和太陽極小期的極值
當幾個太陽活動周期一起展示時，最強的太陽極大期會超過數十年或數個世紀的平均值。在這些周期裡依然會出現太陽極大期，只是強度更強。強大的太陽極大期顯示出一些與全球和區域氣候變化的相關性。
| 事件                               | 開始  | 結束  |
| ---------------------------------- | ----- | ----- |
| 荷馬極小期                         | 950BC | 800BC |
| 歐特極小期（參見中世紀溫暖時期）   | 1040  | 1080  |
| 中世紀極大期（參見中世紀溫暖時期） | 1100  | 1250  |
| 沃夫極小期                         | 1280  | 1350  |
| 史波勒極小期                       | 1450  | 1550  |
| 蒙德極小期                         | 1645  | 1715  |
| 道爾頓極小期                       | 1790  | 1820  |
| 現代極大期                         | 1914  | 2008  |

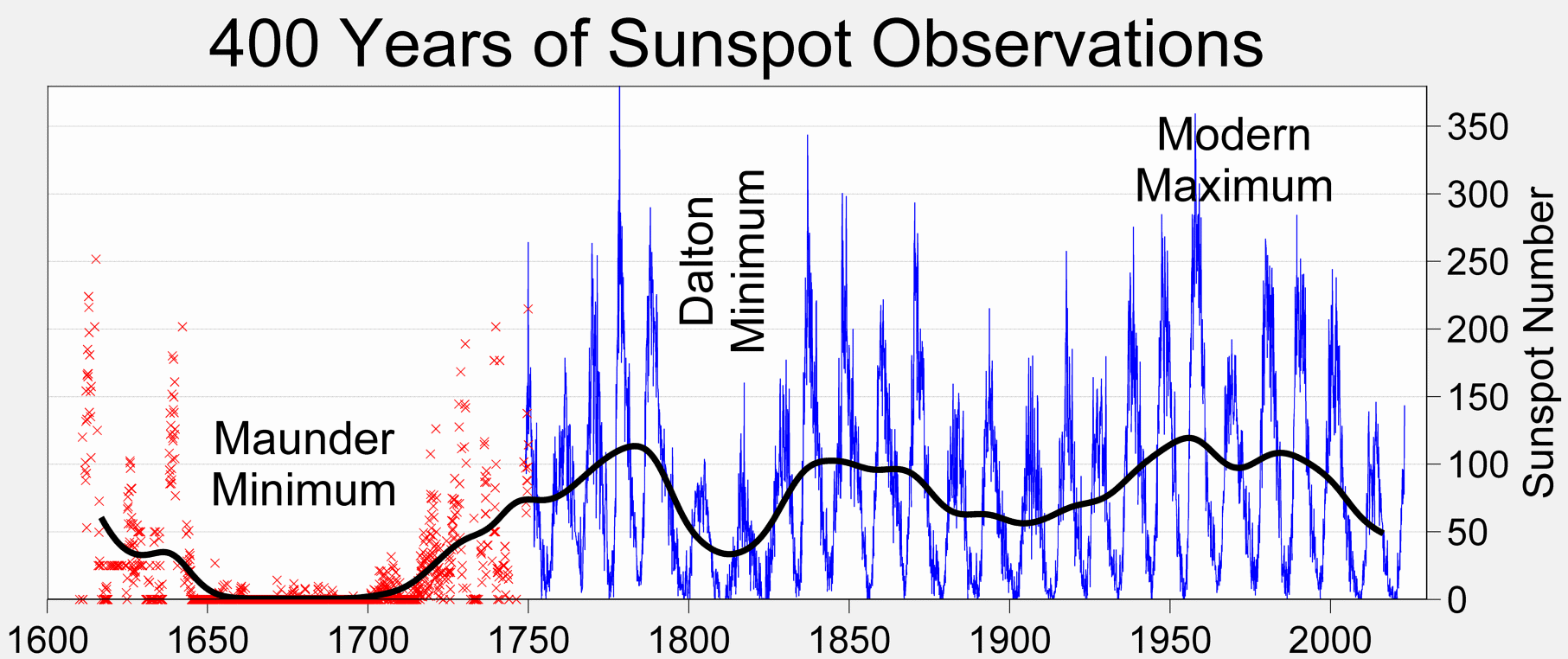
400年歷史的太陽黑子數。

歷史上太陽活動最大期的極小值清單：也包括極大的極小期 ca. 690 AD、360 BC、770 BC、1390 BC、2860 BC、3340 BC、3500 BC、3630 BC、3940 BC、4230 BC、4330 BC、5260 BC、5460 BC、5620 BC、5710 BC、5990 BC、6220 BC、6400 BC、7040 BC、7310 BC、7520 BC、8220 BC、9170 BC。

## 外部連結
- Weiley, John, , Heliograph Productions, Java Films, 2000-09-15  [2022-04-12], （原始内容存档于2022-04-12）
- . NASA. 2006-03-10  [2022-04-12]. （原始内容存档于2009-05-13）.